# آکانه اومائه
آکانه اُومائه (انگلیسی: Akane Omae؛ زادهٔ ۲۱ اوت ۱۹۸۲) صداپیشه، و بازیگر سابق اهل ژاپن است.